# Juicy Lucy
Juicy Lucy — британская рок-группа, образованная в 1969 году в Лондоне, Англия, участниками незадолго до этого распавшейся гаражной группы The Misunderstood. Juicy Lucy, исполнявшие блюз-рок с элементами хард-рока, ритм-энд-блюза и гаражной психоделии, приобрели первую известность с синглом «Who Do You Love» (#14 UK Singles Chart, 1970), который и остался их единственным большим хитом. Группа неоднократно распадалась и воссоединялась; в 2006 году она провела совместные гастроли с Nazareth, год спустя успешно выступила на Кембриджском рок-фестивале, после чего продолжает гастролировать, время от времени обновляя состав.

## Дискография

### Альбомы
- 1969 — Juicy Lucy (Vertigo Records)
- 1970 — Lie Back and Enjoy It (Vertigo)
- 1971 — Get a Whiff a This (Bronze Records)
- 1972 — Pieces (Polydor Records)
- 1990 — Who Do You Love — The Best of Juicy Lucy
- 1998 — Blue Thunder
- 1999 — Here She Comes Again
- 2006 — Do That And You’ll Lose It